# Hypoxylon papillatum
Hypoxylon papillatum är en svampart som beskrevs av Ellis & Everh. 1893. Hypoxylon papillatum ingår i släktet Hypoxylon och familjen kolkärnsvampar.   Inga underarter finns listade i Catalogue of Life.